# 加藤条冶
もしかして
- 加藤条治

ではありませんか？